# Gerhard Weber (Mediziner, 1898)
Gerhard Weber (* 1898 in Hamburg; † 1973 in München) war ein deutscher Mediziner für Kinderheilkunde.

## Leben
Gerhard Weber besuchte von 1908 bis 1914 das Gymnasium Eutin. Von 1914 bis 1918 war er Kriegsteilnehmer und legte 1918 sein Notabitur ab. Von 1919 bis 1923 studierte er Medizin in Göttingen, Heidelberg und München. 1924 wurde er in München promoviert und war zunächst Volontärarzt in München. 1926 wechselte er als Assistenzarzt an die Universitätskinderklinik Frankfurt am Main, wo er 1931 Oberarzt wurde. Von 1933 bis 1939 war er Leiter des Ambulatoriums der Universitätskinderklinik München. 1935 habilitierte er sich. 1936 war er Truppenarzt beim Deutschen Jungvolk. 1939/40 war Weber kommissarischer Leiter der Bayerischen Landesimpfanstalt und anschließend bis 1945 Landesimpfarzt und Leiter eines Infektions- und Seuchenlazaretts in München. Nach Kriegsende war er von 1945 bis 1947 Leiter des Städtischen Gesundheitsamtes München.
Bereits seit 1940 war er Dozent an der Ludwig-Maximilians-Universität München und wurde 1942 zum apl. Professor ernannt. 1945 übernahm er die kommissarische Lehrstuhlvertretung für Pädiatrie, ab 1947 die Vertretung des Lehrstuhls. 1948 erfolgte der Ruf auf den Lehrstuhl für Kinderheilkunde, den er bis zu seiner Emeritierung 1966 innehatte. Weber war der 703. Rektor der Universität München ab 1963. Er übernahm am 7. Dezember 1963 das Rektorenamt von Julius Speer. Am 1. September 1965 wurde Ludwig Kotter sein Nachfolger.
1964 war Weber Vorsitzender der Deutschen Gesellschaft für Kinderheilkunde, deren Ehrenmitglied seit 1969. 1965 wurde er mit dem Bayerischen Verdienstorden geehrt.